# Коллиер (округ)
Ко́ллиер (англ. Collier county) — округ штата Флорида Соединённых Штатов Америки. На 2000 год в нём проживало 251 377 человек. По оценке бюро переписи населения США в 2007 году население округа составляло 315 839 человек.

## История
Округ Коллиер был сформирован в 1923 году, отделившись от округа Ли. Он был назван в честь Бэррона Коллиера, рекламого магната в Нью-Йорке и застройщика недвижимости, переехавшего в Южную Флориду на купленные им владения. Он согласился построить шоссе Тамайми Трэйл для округа Ли (в настоящее время округа Ли, Коллиер, Хендри, Глэйдс и Шарлотт) в обмен на рассмотрение легислатурой штата возможности назвать один из округов в его честь.
После того, как округ был назван, Коллиер говорил: «Когда я впервые приехал сюда с Джульетой, я даже не предполагал, что куплю здесь целый район, тем более не думал я, что стану платить за новое шоссе здесь. Да и половины вещей, которые я сделал, не было в моих планах. Но я совершенно не ожидал, что целый округ будет назван в мою честь».

## Достопримечательности
- Национальный парк Десять Тысяч Островов (частично на территории округа)